# Дженіс Е. Клементс
Дженіс Еллен Клементс — заступниця декана з питань викладацького складу Медичної школи Університету Джонса Гопкінса та професоркою імені Мері Воллес Стентон. Вона обіймає посади на кафедрах молекулярної та порівняльної патобіології, неврології й патології, а також має спільну посаду з кафедрою молекулярної біології та генетики. Її наукові дослідження зосереджені на молекулярній біології та вірусології, зокрема вивченні лентивірусів, таких як visna і CAEV, та їхньому впливі на нейродегенеративні захворювання.

## Навчання та кар'єра
Клементс отримала ступінь доктора філософії з біохімії в Університеті Меріленду. Протягом 1970-х років вона проходила постдокторське стажування спочатку з Бернардом Вайсом, а потім з Опендрою «Біллом» Нараяном та Річардом Т. Джонсоном в  Медичній школі Університету Джонса Гопкінса. Клементс, як і Діана Гріффін та інші стажери Джонсона, зробила визначну академічну кар'єру в Університеті Джонса Гопкінса.
1978 року вона стала доценткою кафедри неврології Університету Гопкінса., а  1990 року — професоркою, ставши 24-ю жінкою, яка досягла цього звання в Медичній школі  1988 року вона приєдналася до Відділу порівняльної медицини, а з 1992 року очолила лабораторію ретровірусів. Завдяки її зусиллям відділ здобув статус повноцінної кафедри, і  2002 року Клементс стала першою директоркою нової кафедри, згодом перейменованої на кафедру молекулярної та порівняльної патобіології.
2000 року вона була призначена віце-деканкою Медичної школи, змінивши Кетрін Д. ДеАнджеліс, яка залишила Університет, аби стати першою жінкою — головною редакторкою журналу Journal of the American Medical Association («Журнал Американської медичної асоціації»)
2008 року Клементс завершила свою каденцію на посаді директорки кафедри молекулярної та порівняльної патобіології. Її наступником став давній колега Кріс Зінк.

## Дослідження
Клементс проводила та керувала дослідженнями численних вірусів, зосереджуючи увагу на лентивірусах тварин. Лентивіруси — це складний тип ретровірусів, до яких належать віруси імунодефіциту людини ВІЛ-1 та ВІЛ-2. Клементс стала першою, хто охарактеризував складний геном лентивірусів, описавши геномну структуру вірусу вісна — лентивірусу, що інфікує овець. Вона також виконала аналогічну роботу з вірусом артритного енцефаліту кіз (CAEV) — спорідненим вірусом, який уражає кіз.
З відкриттям СНІДу та виявленням його збудника — вірусу імунодефіциту людини — дослідження Клементс набули нового рівня актуальності. 1985 року вона опублікувала статтю у співавторстві з Робертом Галло — одним зі співвідкривачів ВІЛ — та іншими науковцями, в якій описувала зв’язок ВІЛ із вірусом вісна. Ця праця допомогла підтвердити, що ВІЛ є лентивірусом, а не вірусом лейкемії, як вважалося раніше. На той час походження ВІЛ залишалося невідомим, і дослідження Клементс запропонувало гіпотезу про можливість зоонозного походження вірусу — його передавання від тварин до людини. Надалі було встановлено, що ймовірними попередниками ВІЛ є штами вірусу імунодефіциту мавп (SIV), які інфікують шимпанзе та інших приматів.
Окрім досліджень вірусів visna та CAEV, Клементс здійснила масштабну роботу над вірусами SIV і ВІЛ. Її лабораторія опублікувала понад 160 наукових статей. Разом із колегами — Крісом Зінком, Джозефом Л. Манковскі та Кеннетом Вітвером — вона досліджувала вроджену імунну відповідь на ретровірусну інфекцію з використанням тваринної моделі ВІЛ-енцефаліту.
Останні дослідження Клементс включають вивчення впливу міноцикліну — поширеного антибіотика, який зазвичай застосовують для лікування акне — на захист від вірусного енцефаліту та пригнічення реплікації ВІЛ. Разом із Зінком, Манковскі та дослідниками ВІЛ Джоелом Бланксоном і Робертом Сілісіано Клементс також розробила модель високоактивної антиретровірусної терапії (HAART) для вивчення вірусних резервуарів — ділянок організму, де ВІЛ зберігається у стані латентності. 

## Адвокація
Окрім наукових досліджень, Клементс послідовно виступала за створення сприятливих умов для жінок в академічному середовищі. Вона є членом керівного комітету Ради жіночого лідерства Університету Джонса Гопкінса.  2005 року Медична школа Джонса Гопкінса відзначила досягнення — призначення 100-ї жінки на професорську посаду. Цю подію було урочисто відзначено під час заходу «Спадщина Мері Елізабет Гарретт: 100 жінок-професорок Медичної школи Джонса Гопкінса», організованого за участі Клементс. Назва заходу вшанувала пам’ять Мері Елізабет Гарретт, чиї фінансові пожертви у 1893 році зробили можливим відкриття медичного факультету Джонса Гопкінса та забезпечили рівний доступ жінок і чоловіків до медичної освіти. Гарретт наголошувала, що навчальний заклад має надавати однакові можливості жінкам і чоловікам у здобутті освіти, а також у змаганні за всі академічні нагороди, відзнаки й звання. 